# Deltamys kempi
Deltamys kempi é uma espécie de roedor da família Cricetidae. É a única espécie descrita para o gênero Deltamys. Pode ser encontrada na Argentina, Uruguai e Brasil.